# Laouto

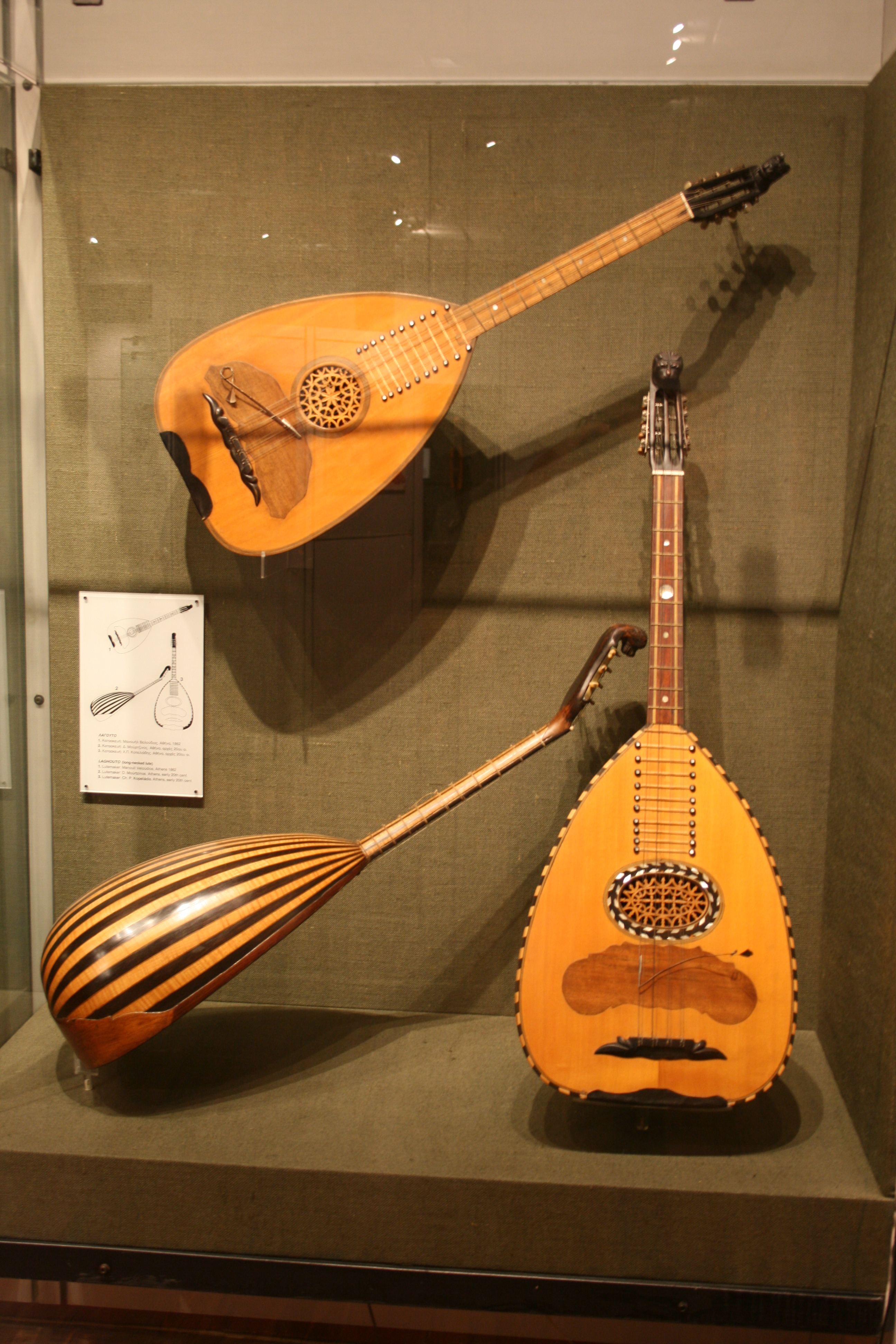
Laouta athéniens, fin XIX-début XX (musée des instruments traditionnels d'Athènes)

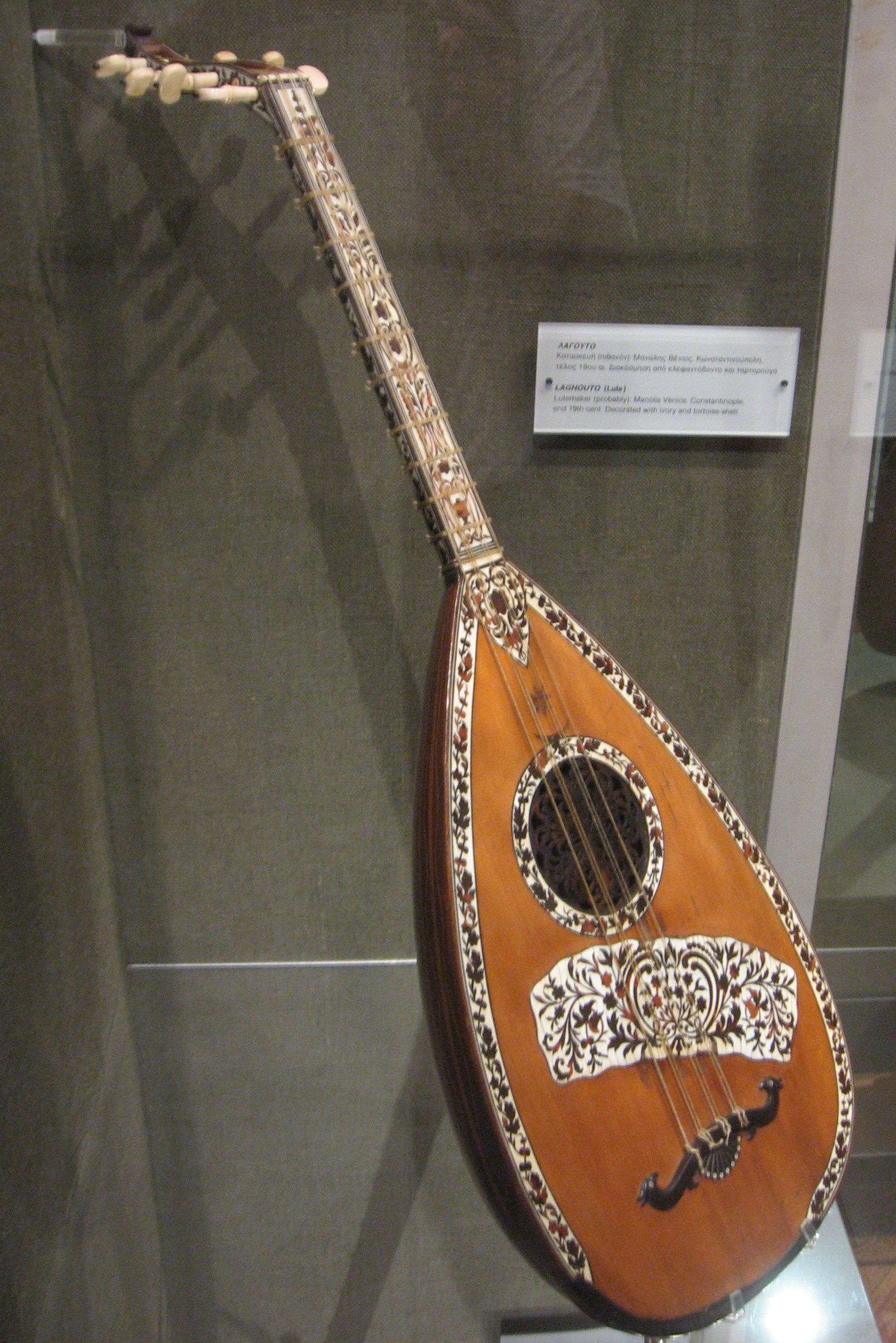
Lavta, Constantinople, fin XIX (musée des instruments traditionnels d'Athènes)

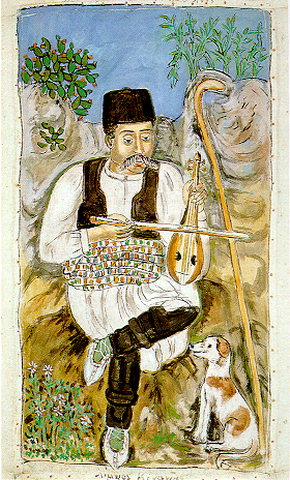
Joueur de lavta de Lemnos par Théophile Hacimihalis, musée Theophilos, Mytilène

Le laouto (Λαούτο) ou laghouto (λαγούτο) est un instrument de musique balkanique (turc lavta, bulgare et serbe лютня - lyotnya, roumain lăută) signalé depuis le XVIe siècle. C'est un luth à corde pincées à manche long empruntant ses éléments au outi et à la mandoline.
On en distingue plusieurs types, se différenciant par la forme de la caisse, le type de cordes et l'accordage:
- le laouto crétois a un corps large, comme le outi.
- le laouto continental et insulaire est plus étroit.
- le lavta (en grec λάφτα ou λάβτα, mot féminin) (parfois aussi lautra) ou politiko laouto (« luth de Constantinople ») a une caisse étroite et ses cordes en nylon ne sont pas toutes doublées. L'instrument est notamment utilisé dans la musique ottomane et se veut un mix entre l'oud et le tanbour. Présent en Turquie, il était surtout joué par des musiciens grecs et considéré comme un instrument grec par les Turcs[1].

## Lutherie
Long de 100 cm, il est muni d'une caisse de résonance piriforme en bois (noyer, palissandre, acajou, moulé lamellé-collé (de 23 à 33 côtes). La fine table d'harmonie en épicéa repose sur sept arches en pin, qui lui assurent une forme légèrement concave, pour mieux résister à la pression des cordes (comme le tabour). Elle est cerclée de marqueterie et percée d'une grande ouïe recouverte d'une rosace très ornementée. Celle des laouto crétois et grec est en outre recouverte de 9 frettes de bois fixes qui prolongent les 11 mobiles en nylon ou boyaux. Comme celui du tanbour, le manche du lavta possède un nombre beaucoup plus élevé de frettes, afin de pouvoir jouer les intervalles requis par les makams.
Les frettes sont amovibles et peuvent pallier la moindre « torsion » de l'instrument, qui troublerait la justesse des intervalles.
Le long manche en citronnier se termine soit par un chevillier moderne droit, soit par un chevillier à l'ancienne, coudé. Ce dernier accueille 7 ou 8 cordes en métal, autrefois en boyaux, en chœurs de deux, accordées à l'octave. La touche est en ébène. Le chevalet est en forme de moustache.
Des versions à amplification électrique ont vu le jour.

## Jeu
Il se joue généralement assis, l'instrument reposant sur la jambe droite, mais des sangles permettent de marcher lors des mariages. On pince les cordes à l'aide d'un plectre en plume d'oiseau de proie. Les frettes amovibles permettent l'interprétation des modes orientaux dromoi et rappellent qu'anciennement il fut un instrument soliste comme en témoignent encore les primadoris, les virtuoses qui se substituent parfois aux autres instrumentistes.
C'est l'instrument d'accompagnement principal de certains genres musicaux grecs traditionnels, souvent rencontré en duo (ziyia) : lyra-laouto, violi-laouto, clarino-laouto. Il participe aussi aux ensembles koumpania. Le joueur de laouto est appelé : laoutaris, lagoutieris ou bassadoros (jouant la basse).
Le laouto est accordé en quinte, avec un accordage ré-entrant (le deuxième chœur, sol ou ré, est accordé plus bas que le précédent, do ou sol). Les cordes des 3 premiers chœurs sont accordées à l'octave.
- En Grèce continentale : Do - Sol - Ré - La .
- Le laouto crétois est accordé plus aigu : Sol - Ré - La - Mi, soit comme une mandoline (plus grave, avec des chœurs à l'octave et l'accordage ré-entrant).
- Le lavta est accordé : Ré - La - Ré - La, la corde la plus grave n'étant pas doublée.

Avant la période moderne, le lavta formait avec le kemençe et le def un kaba saz : ensemble de musique köçekçe (musique populaire pour la danse, mal famée). Puis il fut utilisé au sein des ensembles de musique ince saz avec le tanbur, le violon, l'oud, le kanun et le ney. Plus récemment, sous la main de musiciens grecs, il s'est intégré aux ensembles de musique fasil (du français « facile ») jouant pour les noctambules.